# Томаш Жижић
Томаш Жижић (Поља, код Мојковца, 14. фебруар 1909 — Трново, код Мркоњић Града, 2. октобар 1942), учесник Народноослободилачке борбе и народни херој Југославије.

## Биографија
Рођен је 14. фебруара 1909. године у селу Пољима, код Мојковца. После Првог светског рата, његова породица се преселила у село Шаховиће, код Бијелог Поља, где је одрастао и завршио основну школу. Завршио је Пољопривредно-шумарски факултет у Београду и потом радио извесно време у Ивањици. Због револуционарног рада и избачен је из службе.
Члан Комунистичке партије Југославије је од 1932. године.
Учесник Народноослободилачке борбе је од 1941. године. Био је командант Четвртог батаљона у Трећој санџачкој пролетерској ударној бригади.
У ноћи између 2. и 3. октобра, у селу Трнову, код Мркоњић Града, нападнут је од четника и убијен, заједно са Владимиром Кнежевићем, командантом бригаде и Рифатом Бурџовићем, замеником политичког комесара бригаде. После убиства, четници су њихова тела бацили у провалију звану „Грујића јама“, дубоку преко двадесет метара.
За народног хероја проглашен је 20. децембра 1951. године.
Године 1957, његови посмртни остаци су сахрањени у гробницу народних хероја на Горици у Титограду.
Село Шаховићи, у коме је одрастао, данас носи назив Томашево, у знак сећања на њега.